# Kristaps Sotnieks
Kristaps Sotnieks, född 29 januari 1987 i Riga, är en lettisk professionell ishockeyspelare som spelar för HK Lada Toljatti i KHL. Sotnieks har representerat Lettlands ishockeylandslag i sju VM och i två OS.

## Klubbar
- HK Riga 2000 2004–2008
- Dinamo Riga 2008–2016
- HK Lada Toljatti 2016–